# 偽阿諾索夫映射
在數學的拓撲學中，偽阿諾索夫（Аносов）映射是曲面的一種同胚或微分同胚，是環面上的線性阿諾索夫微分同胚的推廣。偽阿諾索夫映射的定義用到威廉·瑟斯頓提出的測度葉狀結構概念。「偽阿諾索夫映射」這一名詞，也是他證明曲面的微分同胚分類時所創。

## 測度葉狀結構
一個閉曲面S上的測度葉狀結構，是S上的一個幾何結構，包含一個奇異葉狀結構和橫截方向的一個測度。在F的一個正則點的某個鄰域中，有一個「流盒」（flow box）φ: U → R2，將F的葉映射至R2的水平線。當兩個這樣的鄰域Ui, Uj相交，便有一個轉移函數φij在φj(Uj)上定義，有標準性質
{\displaystyle \phi _{ij}\circ \phi _{j}=\phi _{i},}
這函數必有形式
{\displaystyle \phi (x,y)=(f(x,y),c\pm y)}
其中c是某個常數。如此便保證了沿著一條簡單曲線，用各個局部圖卡測量的y座標的變差，是一個幾何量（即獨立於圖卡），因此能夠對S上的簡單閉曲線定義全變差。容許F有有限多個「p-叉鞍」（p-pronged saddle）類型的奇異點（p≥3）。於每個奇異點處，改變曲線的微分結構，令奇異點變為全角度πp的錐頂點（conical point）。相對這個變更了的微分結構，來重新定義S的微分同胚概念。這些定義作技術上的改變，就可以延伸到有邊界的曲面。

## 偽阿諾索夫映射的定義
閉曲面S的一個同胚
{\displaystyle f:S\to S}
稱為偽阿諾索夫，若S上存在測度葉狀結構的一個橫截對Fs （穩定）及Fu （不穩定），及一個實數λ > 1，使得f保持這對葉狀結構不變，而葉狀結構的橫截測度分別乘上1/λ及λ。這數量λ稱為f的拉伸因子（stretch factor或dilatation）。

## 重要性
瑟斯頓構造了曲面S的泰希米勒空間T(S)的一個緊化，令S的任何微分同胚f誘導在T(S)上的作用，可以延伸成瑟斯頓緊化上的一個同胚。當f是偽阿諾索夫時，這個同胚的動態系統最為簡單：在這情況下，在瑟斯頓邊界有兩個固定點，一吸引一排斥，而同胚的行為類似龐加萊半平面的雙曲自同構。在虧格至少2的曲面上，一個「平常」的微分同胚是同痕於一個偽阿諾索夫微分同胚。